# Yves Ponnette
Yves Ponnette (25 september 1960) is een Vlaamse journalist die voor de VRT Nieuwsdienst werkt. 

## Carrière
Yves Ponnette is master moraalwetenschap en bachelor wiskunde en fysica (Universiteit Gent, afstudeerjaar 1985). Hij zette zijn eerste stappen als televisiemaker bij de kinderzender Kinderatelier. Hij werkte tien jaar bij VTM als politiek verslaggever.
In 2004 maakte hij de overstap naar de VRT waar hij verkiezingsprogramma's begeleidde Vlaamse verkiezingen. Nadien ging hij voor Terzake werken en in 2010 werd hij eindredacteur van Het Journaal.
Tussen september 2011 en december 2011 verving hij Annelies Van Herck als nieuwsanker. 
Vanaf 2012 was hij eindredacteur van Reyers Laat, een talkshow van de VRT-nieuwsdienst gepresenteerd door Lieven Van Gils.